# Abandonologie

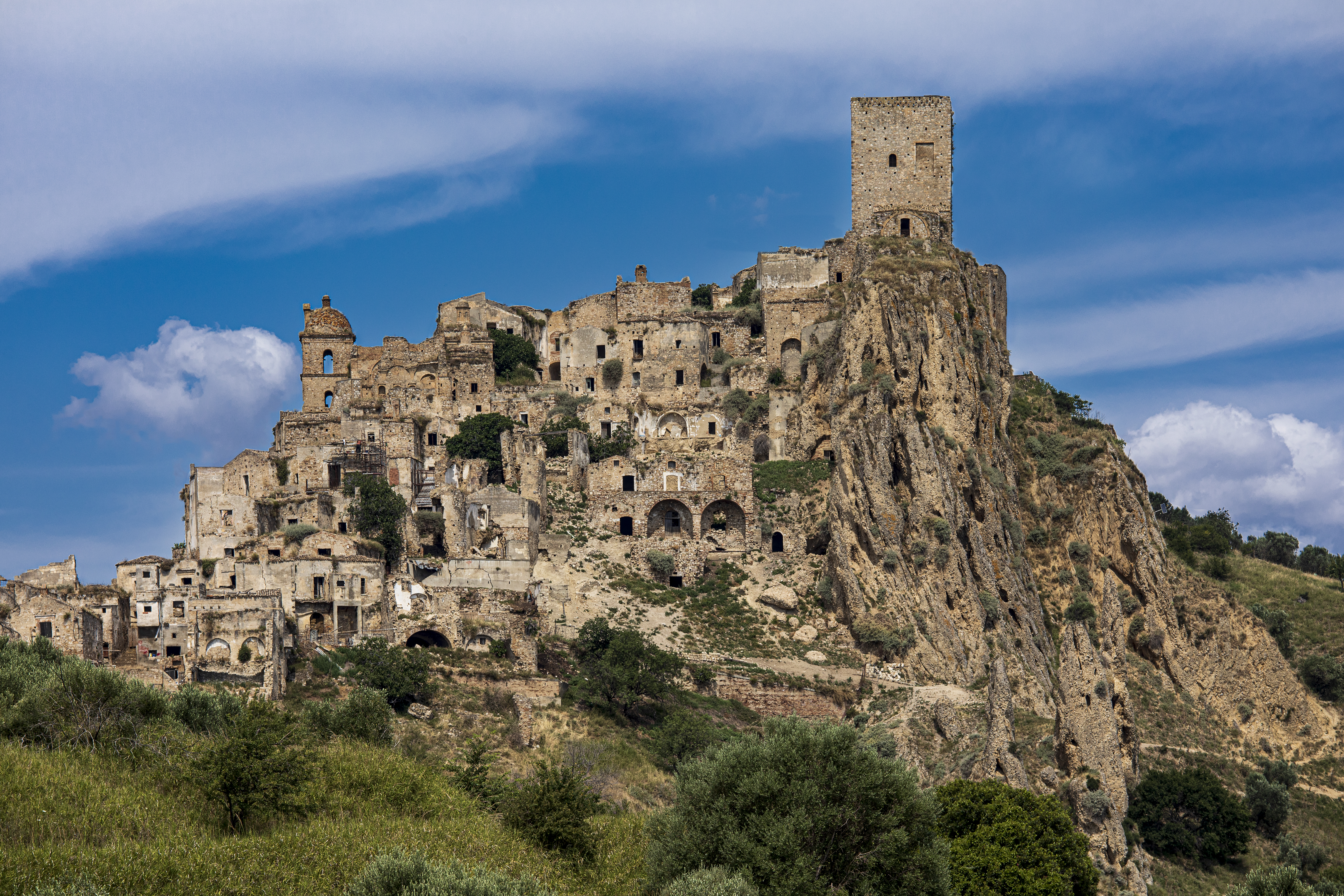
Village abandonné ou village fantôme de Craco en Italie

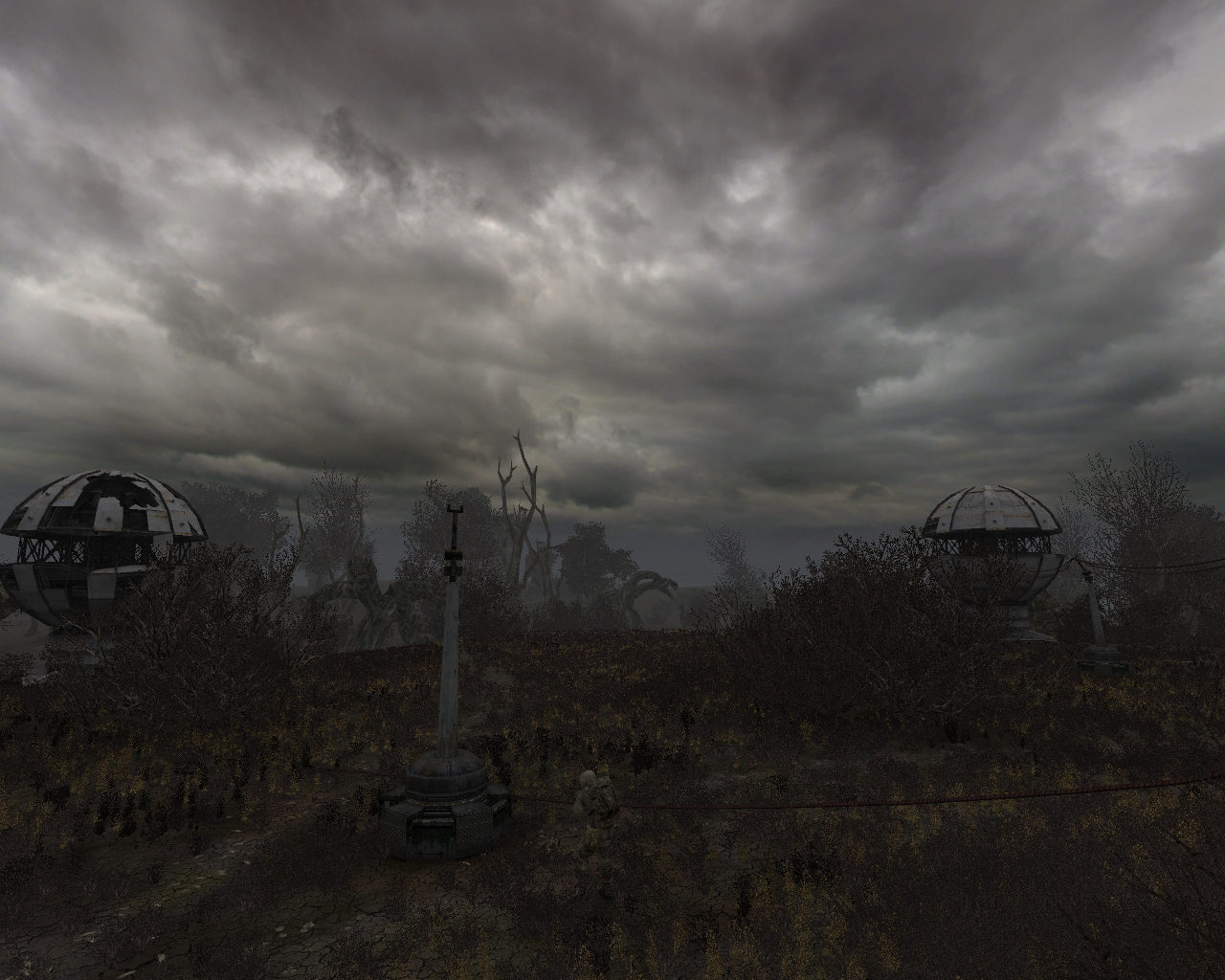
Capture d'écran d'un jeu vidéo ukrainien : Paysage et générateurs détruits dans la zone (Stalker - Ombres de Tchernobyl)

L'abandonologie (origine du mot: italien : abbandonologo/a) est l'activité d'une personne abandonologue qui parcourt un pays à la recherche de villages abandonnés, de bâtiments publics et privés en ruine, de structures, de lieux d'activités abandonnés (parcs d'attraction, jardins, gares, etc.) soit pour se documenter, soit pour étudier l'histoire du lieu. Si l'origine du mot est récente (2014), le concept nouveau qui est créé peut être appliqué pour caractériser d'anciens ouvrages ou d'anciens films. 

## Écrivains et cinéastes
L'écrivaine romancière et historienne italienne Carmen Pellegrino a vu appliquer ce néologisme apparu dans son pays en 2014 à son roman Cade la terra 2015. Ce dernier permet de repérer les caractéristiques du concept. L'action du roman se déroule dans un village imaginaire inspiré d'un village abandonné dans les années 1960 alors que des glissements de terrain répétés avaient fait fuir les habitants,,.
D'autres textes sont significatifs de ce nouveau concept : le premier roman du Russe Sergueï Lebedev, La limite de l'oubli, par exemple, dans lequel les vestiges des camps de travail du Grand Nord de l'URSS sont magistralement évoqués dans leur dimension mystique et politique.
Dans le recueil intitulé Svetlana Alexievitch : la littérature au delà de la littérature paru en 2019, la critique littéraire italienne Claudia Pieralli de l'Université de Florence recherche les aspects abandonologiques dans La Supplication et expose ses observations sous le titre de chapitre « Abandonologie » et poétique de la perte dans la littérature contemporaine et Remarques sur La Supplication de Svetlana Alexievitch. 
L'écrivaine biélorusse, prix Nobel de Littérature, enregistre et orchestre dans son ouvrage La Supplication les nombreux témoignages des habitants de Tchernobyl et Pripiat après la catastrophe nucléaire de Tchernobyl qui les a frappés en 1986. Comme les abandonologues, Alexievitch s'est rendue à plusieurs reprises sur le terrain pour voir et entendre la réalité du cataclysme qui s'est produit. À la différence des lieux de mémoire qui sont canonisés, la zone de la centrale est considérée comme perdue pour l'homme, reléguée dans l'oubli. La ville de Pripiat est abandonnée. Par rapport aux sites de l'Antiquité, considérés comme glorieux, la zone abandonnée est devenue un territoire dévasté et dénaturé. Les critères repérés par Claudia Pieralli et relatifs au concept d'abandonologie sont donc, à son estime, réunis dans La Supplication.
Les ouvrages de Markiyan Kamysh, dont le roman La Zone, dans lequel le stalker ukrainien explore la zone d'exclusion de Tchernobyl peuvent également être classés dans l'abandonologie.
Le film d'Andreï Tarkovski Stalker, sorti en 1979 et dont le scénario du film a été écrit par Arcadi et Boris Strougatski (c'est une libre adaptation de leur roman du même nom), présente des critères proches de l'abandonologie. À l'époque du film, le terme n'avait pas encore été créé ni son sens cerné. Le film se passe dans la zone abandonnée par l'homme. 
Le titre Stalker vient d'un terme anglais qui signifie « chasseur furtif et silencieux » (littéralement, chasseur à l'approche, rôdeur, ou traqueur). 
L'inventeur d'un jeu vidéo du nom de STALKER: Shadow of Chernobyl n'a pas manqué de faire le rapprochement entre la Zone du Stalker et la centrale de Tchernobyl. Le jeu a été développé par un studio ukrainien la GSC Game World.